# Bernard Kawka
Bernard Kawka (ur. 16 lipca 1943 w Trzebiesławicach) – polski kompozytor, aranżer, wokalista, flecista, saksofonista tenorowy, pianista.

## Życiorys
Ukończył studia na Wydziale Instrumentalnym warszawskiej Państwowej Wyższej Szkoły Muzycznej w klasie skrzypiec. W 1964 założył grupę muzyczną Novi Singers, prowadził ją do 1973. W 1974 roku wyjechał do Stanów Zjednoczonych. Tam miał możliwość współpracy z amerykańskimi muzykami jazzowymi (w Chicago, Nowym Jorku, Los Angeles), m.in. z zespołem The Manhattan Transfer oraz z Ramseyem Lewisem. Założył też kolejny zespół muzyczny – Kafka Singers. Tworzy także muzykę filmową (m.in. do produkcji Nic śmiesznego) i teatralną. W 1990 wrócił do Polski.

## Dyskografia
- 1989: Metamorphosis (LP, Muza SX2676)

### Sesyjna
- 1965 Novi: Kwintet wokalny NOVI (EP, Polskie Nagrania „Muza” N 0369)
- 1967 Novi: Bossa Nova (LP, PN Muza XL 0415)
- 1970 Novi Singers: Torpedo (LP, PN Muza SXL 0657)
- 1971 Novi Singers: Novi sing Chopin (LP, PN Muza SXL 0755)
- 1973 Novi Singers: Rien ne va plus (LP, PN Muza SXL 1009)
- 1976 BK Singers with Michał Urbaniak Group: Funk Factory (LP, Atlantic Records 38478) Bernard Kafka, Bill Ruthenberg, Laura Logan, Ann Tripp, Urszula Dudziak (voc) Michał Urbaniak (vl) John Abercrombie, Barry Finnerty (g) Tony Levin, Anthony Jackson (b) Steve Gadd, Gerald Brown (d) Norman Simon, Włodzimierz Gulgowski (keys)[1][2]
- Why not samba (LP, PN Muza SX 4006)
- We pay respekt (LP, PN Muza SX 4007)

## Wybrane piosenki
- "Anioł i diabeł" (sł. Wojciech Młynarski)
- "Kobieta to jest sekret" (sł. Jacek Cygan, wyk. Ewa Bem)
- "Kołysanka do lustra" (sł. J. Cygan, wyk. E. Bem)